# Bugis Street
Pour plus de détails, voir Fiche technique et Distribution.
Bugis Street (妖街皇后, Yāo jiē huánghòu) est un film réalisé par Yonfan, sorti en 1995. Il évoque la vie des travestis singapouriens dans la rue de Bugis Street à Singapour.

## Synopsis
une domestique est engager dans un hôtel de Singapour et fait la connaissance des travestis et des personnes transgenres.

## Fiche technique
Sauf indication contraire, les informations mentionnées dans cette section peuvent être confirmées par la base de données cinématographiques IMDb,  présente dans la section « Liens externes ».
- Titre original : 妖街皇后, Yāo jiē huánghòu
- Titre français : Bugis Street
- Réalisation : Yonfan
- Scénario : Fruit Chan, Yuo Chan et Yonfan
- Photographie : Jacky Tang Hon-pong
- Montage : Ma Kam
- Pays d'origine : Hong Kong - Singapour
- Format : Couleurs - 1,85:1
- Genre : drame
- Durée : 101 minutes
- Date de sortie : 1995

## Distribution
- Hiep Thi Le : Lian
- Michael Lam : Meng
- Greg-o : Drago
- Ernest Seah : Lola